# Colombes
 Denne artikel omhandler den større franske by Colombes i departementet Hauts-de-Seine. Opslagsordet har også en anden betydning, se Colombes (flertydig).
Colombes er en fransk kommune og by i departementet Hauts-de-Seine i regionen Île-de-France. Den har ca. 83.000 indbyggere og ligger ca. 10 km nordvest for Paris' centrum mellem Courbevoie og Argenteuil på Seinens sydside. Colombes er regionens syvendestørste og departementets tredjestørste by og indgår i Paris' storbyområde.

## Demografi
| 1793  | 1800  | 1806  | 1821  | 1831  | 1836  | 1841  | 1846  | 1851  |
| ----- | ----- | ----- | ----- | ----- | ----- | ----- | ----- | ----- |
| 1 863 | 2 430 | 1 627 | 1 584 | 1 643 | 1 557 | 1 548 | 1 658 | 1 649 |

| 1856  | 1861  | 1866  | 1872  | 1876  | 1881  | 1886   | 1891   | 1896   |
| ----- | ----- | ----- | ----- | ----- | ----- | ------ | ------ | ------ |
| 1 906 | 2 805 | 3 678 | 5 133 | 6 640 | 9 877 | 14 254 | 18 918 | 16 798 |

| 1901   | 1906   | 1911   | 1921   | 1926   | 1931   | 1936   | 1946   | 1954   |
| ------ | ------ | ------ | ------ | ------ | ------ | ------ | ------ | ------ |
| 23 061 | 29 143 | 22 862 | 32 271 | 42 590 | 57 313 | 61 944 | 61 047 | 67 909 |

| 1962                                                              | 1968   | 1975   | 1982   | 1990   | 1999   | - | - | - |
| ----------------------------------------------------------------- | ------ | ------ | ------ | ------ | ------ | - | - | - |
| 76 918                                                            | 80 357 | 83 390 | 78 777 | 78 513 | 76 757 | - | - | - |
| Tal fra og med 1962 er uden dobbelttælling (sans doubles comptes) |        |        |        |        |        |   |   |   |

## Administration
Colombes afgav i 1896 kvarterer svarende til 17% af sit område til dannelse af kommunen Bois-Colombes og i 1910 19% af det resterende til La Garenne-Colombes, således at dens areal nu kun er to tredjedele af arealet før 1896.
Byen er opdelt i tre kantoner :
- Colombes-Nord-Est med 24.425 indbyggere
- Colombes-Nord-Ouest med 24.606 indbyggere
- Colombes-Sud med 27.726 indbyggere

## Venskabsby
Colombes har følgende venskabsby:
- Frankenthal, Tyskland